# Parasecodes longigaster
Parasecodes longigaster är en stekelart som beskrevs av Efremova och Shroll 1996. Parasecodes longigaster ingår i släktet Parasecodes och familjen finglanssteklar.
Artens utbredningsområde är Kazakstan. Inga underarter finns listade i Catalogue of Life.